# Melicuccà
Melicuccà (Μελικοκκᾶς in greco, Melikukià in greco-calabro) è un comune italiano di 787 abitanti della città metropolitana di Reggio Calabria in Calabria.

## Storia
Sulle origini storiche di Melicuccà, piccolo centro situato in una valle formata dalle pendici settentrionali dell'Aspromonte, si possiedono scarse notizie (Padre Fiore lo definisce “terra non molto antica, sicché non oltrepassa di là del Mille” e Taccone-Gallucci afferma: “Melicuccà credesi fondata verso il sec. X”. Nel territorio del comune, il complesso delle grotte di S. Elia speleota, con i resti del contiguo cenobio basiliano e delle fabbriche annesse (cantina, mulino, necropoli, palmento, ecc.), risalenti al X secolo, rappresenta oggi una delle più cospicue testimonianze archeologiche della grecità bizantina nella Calabria meridionale. Le origini del paese possono essere, forse, rintracciate proprio nell'altissima densità di insediamenti basiliani esistenti in epoca bizantina su questo territorio che si trovava al centro della Turma delle Saline. Le biografie dei Santi Italo-greci parlano di un centro commerciale (emporion), la cittadina di Sicri, oggi contrada disabitata nei pressi di Melicuccà (Sìcari). Da Sicri, di cui si è persa ogni memoria storica (forse distrutta dai Saraceni durante le scorrerie dell'emiro Hasan 950-52) i profughi scampati all'eccidio si spostarono probabilmente nella valle di Melicuccà, dove vegetava il bagolare (in greco melikokkos) e dove scaturivano abbondanti sorgenti, incrementando il preesistente insediamento agro-pastorale e dando così inizio al primo consistente nucleo abitato del paese. Un indizio di questo trasferimento si rintraccia nel bios dello Speleota, dove si narra di popolazioni che, fuggendo i Saraceni, accorrevano verso la grotta del Santo.

### Simboli
Stemma
Gonfalone

Stemma comunale

Stemma comunale in uso prima del 2009

Gonfalone comunale

Lo stemma, già attestato all'inizio del XVIII secolo, e il gonfalone sono stati concessi con D.P.R. del 3 novembre 2009.

## Monumenti e luoghi d'interesse

### Architetture religiose
- Chiesa di San Giovanni Battista, il culto di san Giovanni Battista si afferma a Melicuccà dopo l'annessione del paese al baliaggio di Sant'Eufemia del golfo. Verso la fine del XV secolo (1496) fu edificata la chiesa parrocchiale di San Giovanni Battista. Prima di quella data il protettore di Melicuccà era sant'Elia Speleota;

- Chiesa di Sant'Antonio da Padova, è stata per secoli la chiesa del convento dei frati minori riformati della provincia veneta che si stabilirono nel paese nei primi anni del Seicento. È stata anche sede della secentesca Accademia di Sant'Antonio;

- Chiesa di Maria Santissima del Rosario (fino al 1569 chiesa della Consolazione), è stata una delle quattro chiese commendali esenti, quando Melicuccà era commenda dei Cavalieri di Malta. Divenne chiesa del Rosario quando, il 3 ottobre 1569, ben due anni prima della battaglia di Lepanto, venne fondata a Melicuccà la Confraternita del SS. Rosario con decreto di F. Bernardo Giustiniano Generale e Maestro dell'ordine del Benedettini (Santa Maria sopra Minerva). La chiesa, in cui sono custodite le reliquie di sant'Elia Speleota e un gonfalone ricamato in argento, dono del beato Bartolo Longo, è stata recentemente restaurata;

- Chiesa del Rito o chiesa di Loreto (in dialetto, a chiesa d'u Ritu), ricostruita dopo il terremoto del 1783, in seguito all'abbandono della chiesa della Motta è stata dedicata alla Madonna dell'Assunta. È situata in piazza Tocco, antico cuore della commenda dei Cavalieri di Malta. Caratteristico, come riportato negli Annali storici della Calabria, era il sedile in cemento, posto davanti alla chiesa, dove sedevano i prelati. La chiesa è formata da un'unica navata impreziosita da stucchi. Al suo interno si possono ammirare un'acquasantiera del XVI secolo, una statua marmorea della Vergine, di bella fattura, su una base in cui è scolpito in bassorilievo il trasporto della Santa Casa a Loreto, comunemente considerata opera del palermitano Antonello Gagini (1478-1536) e un quadro del Seicento, opera di pittore anonimo. La chiesa è stata recentemente restaurata;

- Grotta di Sant'Elia lo speleota, nelle immediate vicinanze esistono ancora i ruderi del monastero basiliano e della chiesa di Sant'Elia distrutti molto probabilmente dal terremoto del 1783. Il complesso delle grotte di Sant'Elia Speleota, con i resti del contiguo cenobio basiliano e delle fabbriche annesse (cantina, mulino, necropoli, palmento, ecc.), risalenti al X secolo, rappresenta oggi, come dimostrato da recenti scavi, una delle più cospicue testimonianze archeologiche della grecità bizantina nella Calabria meridionale;

- Chiesa di Maria Santissima delle Grazie;
- Chiesa di San Giuseppe;
- Chiesa di San Rocco.

Tra le chiese scomparse vi era la chiesa dell'Assunta (o della Motta), che era la sede della confraternita dell'Assunta, ma non aveva un suo oratorio ed i confratelli dovevano fare gli esercizi spirituali nella vicina chiesa di Santa Maria di Loreto. Fu distrutta dal terremoto de 1783. I suoi resti si trovano in contrada Motta. La chiesa è conosciuta come Santa Maria della Motta per via della sua ubicazione o come Santa Maria dello "schiccio" poiché, un tempo, nelle sue vicinanze scorreva una piccola cascatella.
Il compositore e maestro di cappella Michelangelo Falvetti nacque a Melicuccà il 29 dicembre 1642.
A Melicuccà è nato e morto anche il poeta Lorenzo Calogero (1910-1961), poco ricordato ma fra i più importanti autori del Novecento. Post mortem, le sue opere raggiunsero le scrivanie dei più noti intellettuali del Paese – Montale, Caproni, Bevilacqua, Repaci, Gambino – e fu paragonato ai poètes maudits. Giuseppe Ungaretti pronunciò una frase divenuta celebre: «Questo Lorenzo Calogero ci ha diminuiti tutti».

## Società

### Evoluzione demografica

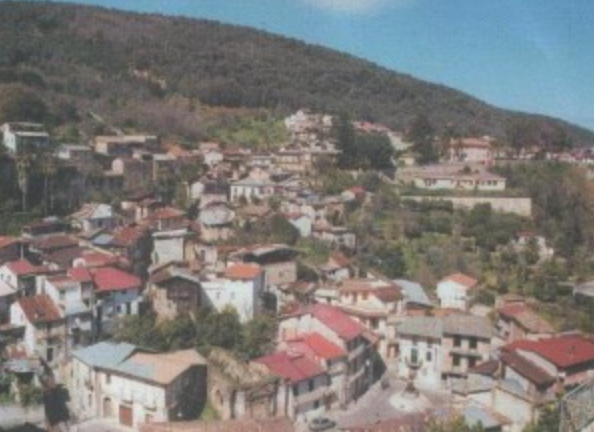

Abitanti censiti

### Religione
La religione più diffusa è quella cattolica di rito romano. Il comune fa parte della diocesi di Oppido Mamertina-Palmi e del vicariato di Palmi. Il territorio comunale appartiene attualmente ad un'unica parrocchia, quella di San Giovanni Battista. Sempre in ambito del cattolicesimo sono presenti a Melicuccà due congregazioni laiche, l'Arciconfraternita di Maria Santissima Assunta e la Confraternita di Maria Santissima del Rosario.

### Tradizioni e folclore
Le tradizioni di Melicuccà sono legate soprattutto a festeggiamenti religiosi. La più importante di esse è la festa di San Giovanni Battista, celebrata il 23 e 24 giugno con solenne processione della statua del santo per le vie cittadine. L'elenco completo delle celebrazioni cattoliche che vengono svolte durante l'anno, nel territorio comunale, è il seguente:
- Festa di San Giuseppe, 19 marzo;[11]
- Affruntata, domenica di Pasqua;[12]
- Festa di Sant'Antonio da Padova, 13 giugno;[13]
- Festa di San Giovanni Battista, 23 e 24 giugno;[13]
- Festa di Maria Santissima Assunta, 12 agosto;[14]
- Festa di Nostra Signora di Lourdes, ultima domenica di agosto;[14]
- Festa di Sant'Elia lo speleota, 11 settembre;[14]
- Festa di Maria Santissima del Rosario, prima domenica di ottobre.[15]

## Infrastrutture e trasporti
Melicuccà è raggiungibile tramite una strada interna che parte dallo svincolo S.Elia-Melicuccà sull'autostrada Salerno-Reggio Calabria (uscita) e tramite la strada statale 18 tra Bagnara Calabra e Palmi.

## Amministrazione
| Periodo          | Periodo          | Primo cittadino          | Partito                         | Carica                    | Note          |
| ---------------- | ---------------- | ------------------------ | ------------------------------- | ------------------------- | ------------- |
| 4 febbraio 1988  | 18 agosto 1990   | Francesco Ascrizzi       | Democrazia Cristiana            | Sindaco                   | [ 16 ]        |
| 18 agosto 1990   | 11 febbraio 1992 | Iole Buccisano           | Partito Comunista Italiano      | Sindaco                   | [ 17 ]        |
| 11 febbraio 1992 | 27 marzo 1992    | Demetrio Martino         |                                 | Commissario prefettizio   | [ 18 ]        |
| 27 marzo 1992    | 22 luglio 1992   | Demetrio Martino         |                                 | Commissario straordinario | [ 19 ]        |
| 23 luglio 1992   | 14 gennaio 1993  | Sebastiano Toscano       | Democrazia Cristiana            | Sindaco                   | [ 20 ] [ 21 ] |
| 16 gennaio 1993  | 28 aprile 1997   | Emanuele Antonio Oliveri | Democrazia Cristiana            | Sindaco                   | [ 22 ]        |
| 28 aprile 1997   | 14 maggio 2001   | Emanuele Antonio Oliveri | Lista civica di centro-sinistra | Sindaco                   | [ 23 ]        |
| 14 maggio 2001   | 30 maggio 2006   | Giuseppe Genua           | Lista civica                    | Sindaco                   | [ 24 ]        |
| 30 maggio 2006   | 17 maggio 2011   | Emanuele Antonio Oliveri | Lista civica                    | Sindaco                   | [ 25 ]        |
| 3 giugno 2011    | 6 giugno 2016    | Emanuele Antonio Oliveri | Lista civica                    | Sindaco                   | [ 27 ]        |
| 6 giugno 2016    | 5 ottobre 2021   | Emanuele Antonio Oliveri | Lista civica                    | Sindaco                   | [ 29 ]        |
| 5 ottobre 2021   | in carica        | Vincenzo Oliverio        | Lista civica                    | Sindaco                   | [ 31 ]        |